# Annulococcus flagrans
Annulococcus flagrans är en insektsart som först beskrevs av Charles Kimberlin Brain 1915.  Annulococcus flagrans ingår i släktet Annulococcus och familjen ullsköldlöss. Inga underarter finns listade i Catalogue of Life.